# Catherine Britt
Catherine Elisabeth Britt (Newcastle, 31 dicembre 1984) è una cantante australiana.

## Biografia
Catherine Britt ha pubblicato indipendentemente il suo EP di debutto, In the Pines, nel 1999; è stato prodotto da Bill Chambers ed una traccia co-scritta con sua figlia Kasey. Ha pubblicato il suo primo album in studio Dusty Smiles e Heartbreak Cures il 16 maggio 2001, anch'esso indipendente e prodotto da Bill Chambers, in seguito al quale ha firmato un contratto discografico con la ABC Music. Ha raggiunto la 18ª posizione della ARIA Albums Chart ed è stato candidato nella categoria Miglior album country agli ARIA Music Awards 2002. Nel 2004 si è trasferita a Nashville, nel Tennessee, dove è stata messa sotto contratto dalla RCA Nashville per pubblicazioni internazionali. Il suo singolo di debutto negli Stati Uniti, The Upside of Being Down, è arrivato alla 36ª posizione della Hot Country Songs.
Il secondo disco, intitolato Too Far Gone, è uscito a gennaio 2006. Ha raggiunto la 47ª posizione in madrepatria e le è valso alla cantante una seconda candidatura nella categoria Miglior album country agli ARIA Music Awards. Il terzo album è stato pubblicato a gennaio 2008: si tratta di Little Wildflower, posizionatosi alla 73ª posizione in Australia e candidato agli ARIA Music Awards. È stato promosso dal singolo What I Did Last Night, uscito a maggio 2007 e classificatosi in 39ª posizione nella Hot Country Songs statunitense. Nell'aprile 2008 Britt è stata licenziata dalla RCA Records, che si occupava della distribuzione della sua musica in territorio statunitense. A maggio 2010 è stato pubblicato il quarto album eponimo, anch'esso arrivato alla 73ª posizione in Australia e candidato agli ARIA Music Awards.
Il quinto album Always Never Enough è stato reso disponibile ad agosto 2012; ha raggiunto la 44ª posizione della classifica australiana ed ha regalato alla cantante una quinta candidatura consecutiva agli ARIA Music Awards. Nel novembre 2012 Britt, Chambers e Tim Rogers hanno formato il gruppo The Hillbilly Killers, debuttando dal vivo al Tamworth Country Music Festival 2013. Insieme hanno pubblicato il singolo They Call Us the Hillbilly Killers. Nel novembre successivo la cantante ha pubblicato la sua prima raccolta, The Hillbilly Pickin' Ramblin' Girl So Far..., su etichette ABC Music e Universal Music Australia. Nel 2015 è uscito l'album Boneshaker, che ha raggiunto la 41ª posizione in Australia e che le è valso la sua quarta Golden Guitar ai Country Music Awards of Australia come Artista femminile dell'anno.

## Discografia

### Album in studio
- 2001 – Dusty Smiles and Heartbreak Cures
- 2006 - Too Far Gone
- 2008 - Little WildFlower
- 2010 – Catherine Britt
- 2012 – Always Never Enough
- 2015 – Boneshaker
- 2018 – Catherine Britt & the Cold Cold Hearts

### Album dal vivo
- 2013 - The Hillbilly Pickin' Ramblin' Girl So Far...

### Extended plays
- 1999 - In the Pines
- 2019 - CMC Songs and Stories